# Peter-Michael Krämer

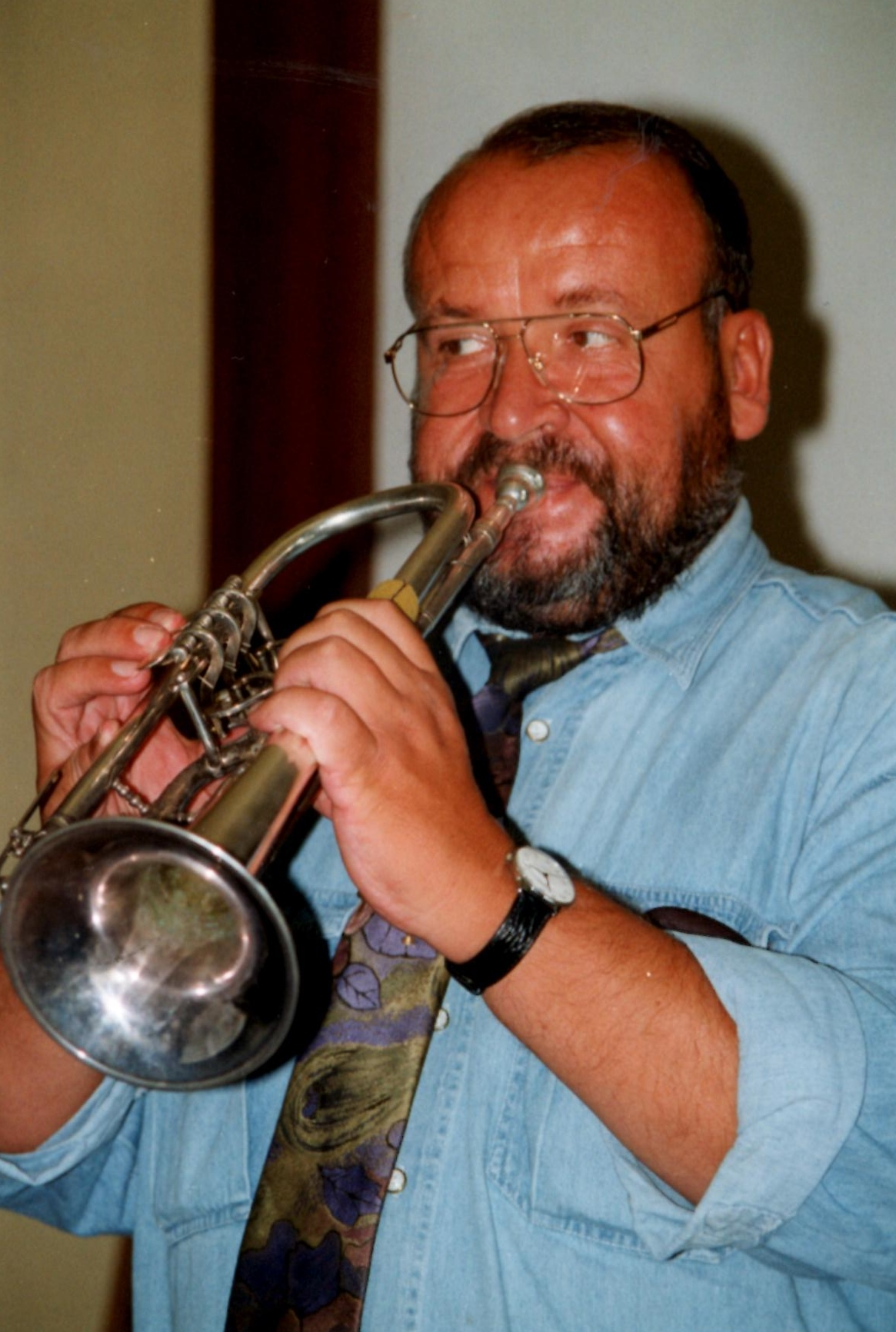
Peter-Michael Krämer 1994

Peter-Michael Krämer (* 17. Mai 1944 in Kelzow, Pommern) war Solo-Trompeter und Professor für Trompete in Leipzig.

## Leben
Peter-Michael Krämer wuchs in Chemnitz auf und erhielt mit 12 Jahren seinen ersten Trompetenunterricht von Hans Gützold, Solo-Trompeter am städtischen Theater.
1958 wurde er an das Robert-Schumann-Konservatorium  in Zwickau aufgenommen und studierte dort ebenfalls bei Hans Gützold.
Danach nahm er weiteren Unterricht bei Arthur Hunger und Wilhelm Simon (Solo-Trompeter der Staatskapelle Dresden).
Nach dem Wehrdienst beschäftigte sich Krämer  mit Übmethodiken und der Physiognomie des Trompetespielens sowie mit autogenem Training und Boxsport. Zusätzlich begann er 1971 ein Gesangsstudium in Leipzig bei Professor Peter Russ, welches er 1974 mit dem Solistendiplom abschloss.
Seine erste Stelle im Orchester trat  Krämer 1963 in Chemnitz an, seinerzeit die einzige freie Stelle in der DDR.
Nach 3 Jahren wurde er Solo-Trompeter im Rundfunksinfonieorchester Leipzig (heute MDR-Sinfonieorchester), in dem er 27 Jahre tätig war. Insbesondere unter der Leitung von Chefdirigent Herbert Kegel entwickelte sich Krämer in diesem Klangkörper zu einem der führenden Trompeter des Landes.
Weiterhin spielte er regelmäßig in anderen  Orchestern, wie der Staatskapelle Dresden oder dem Gewandhausorchester zu Leipzig.
Nachdem  Krämer anfangs in Musikvereinen Kinder und Jugendliche unterrichtete, erhielt er 1975 einen Lehrauftrag an der Hochschule für Musik Franz Liszt Weimar. Dort bekam er durch den intensiven Kontakt zu Professor Karl Biehlig wesentliche pädagogische und methodische Impulse.
Nach 10 Jahren wechselte er als Lehrbeauftragter an die Hochschule für Musik und Theater „Felix Mendelssohn Bartholdy“ Leipzig, wo er 1992 zum Professor berufen wurde.
In seiner mehr als drei Jahrzehnte dauernden Lehrtätigkeit veröffentlichte er mehrere Unterrichtswerke, die wie seine Mundstückkollektion (Serie "PMK") großen Zuspruch fanden.

## Werke
- Anfängerübungen für Trompete. Harth Musik Verlag, Leipzig. Vlg.-Nr.: HM4768.
- Einblasübungen für Trompeter. Spaeth / Schmidt Verlag, Nagold. Vlg.-Nr.: SM50850.
- Technik für Trompeter. Spaeth / Schmidt Verlag, Nagold. Vlg.-Nr.: SM50851.